# Andrea Stauffacher
Andrea Stauffacher (Zurigo, 3 febbraio 1950) è una pedagogista svizzera e militante politica di estrema sinistra.

## Biografia
Stauffacher è indicata come fondatrice delle formazioni dei black bloc di Zurigo e della Raz (Costruzione rivoluzionaria di Zurigo). È stata più volte arrestata in passato con l'accusa di danneggiamenti, disturbo alla quiete pubblica e partecipazione a dimostrazioni non autorizzate.
È una delle animatrici della sezione svizzera di Soccorso rosso ed è stata anche coinvolta in inchieste legate alle Nuove Brigate Rosse in relazione agli omicidi Biagi e D'Antona.
Arrestata nel 2004 dalla polizia di Zurigo, il 10 maggio iniziò un sciopero della fame contro la prigionia preventiva. In seguito alla scarcerazione, fu coinvolta in tentativi di attentato al consolato spagnolo e alla stazione di polizia di Zurigo. Per questi fatti scontò 17 mesi di carcere per essere poi liberata nel 2014.
Nel 2021 fu accusata dalla procura federale di un attentato al consolato turco in Svizzera con fuochi d'artificio.